# Henock Abrahamsson
Henock Abrahamsson (Gotemburgo, 29 de octubre de 1909 – Gotemburgo, 23 de abril de 1958) fue un sueco futbolista portero que jugó para el Gårda BK en los años 1930. Fue internacional en los tres partidos de la selección sueca en la Copa Mundial de 1938 en Francia.
Falleció a los 48 años, el 23 de abril de 1958 en Gotemburgo.

## Carrera
| Equipo senior* | Equipo senior*               |
| -------------- | ---------------------------- |
| Años           | Club                         |
| 1927 – 1933    | IFK Göteborg                 |
| 1933 – 1942    | Gårda Bollklubb              |
| 1938           | Selección nacional de Suecia |